# Leone Crowley
Leone Crowley (ur. 2 czerwca 2006 w Ballyvolane) – irlandzki snookerzysta. W styczniu 2025 roku wygrał mistrzostwa świata juniorów WSF dzięki czemu uzyskał dwuletnią kartę gry w zawodowym World Snooker Tour, która obowiązuje w sezonach 2025/26 i 2026/2027.

## Kariera
Jako młody, odnoszący sukcesy snookerzysta, zdobył tytuły mistrza Irlandii w kategoriach wiekowych U12, U14, U16, U18 i U21. W 2022 roku był finalistą Mistrzostw Europy U-18 w Snookerze EBSA w Albanii. Swój pierwszy mecz transmitowany w telewizji rozegrał podczas turnieju Shoot Out 2023 w Swansea, gdzie został pokonany przez walijskiego zawodowca Jacksona Page'a.
W 2024 roku wygrał UK Championship do lat 21. W styczniu 2025 roku w Saïdzie w Maroku dotarł do finału Mistrzostw Świata Juniorów WSF, pokonując w półfinale Szkota Amaana Iqbala. W miarę postępów w turnieju odnosił dominujące zwycięstwa, a do tego momentu w mistrzostwach przegrał łącznie tylko sześć frejmów. W finale, który odbył się 23 stycznia 2025 r., pokonał Anglika Kaylana Patela 5-0 i tym samym zapewnił sobie dwuletnią profesjonalną kartę w World Snooker Tour od sezonu snookerowego 2025/26 . Został także pierwszym Irlandczykiem, który zwyciężył w tym wydarzeniu. Przyznano mu miejsce w rundzie kwalifikacyjnej do Mistrzostw Świata 2025. W pierwszej rundzie kwalifikacji, która odbyła się w Sheffield w kwietniu 2025 roku, uległ 3-10 profesjonaliście z Tajlandii Manasawinowi Phetmalaikulowi.

## Życie osobiste
Pochodzi z Ballyvolane, Cork, w Republice Irlandii. Przez pewien czas trenował z byłym zawodowym graczem Anthonym O'Connorem w klubie snookerowym Shooters w Cork. Regularnie trenuje w obozie snookerowym Marka Allena w Belfaście.

## Występy w turniejach w karierze
| Turniej                    | 2023 /24 | 2024 /25 | 2025 /26 |
| -------------------------- | -------- | -------- | -------- |
| Ranking                    |          | [ i ]    | [ ii ]   |
| Championship League        | A        | A        | RR       |
| Xi'an Grand Prix           | NH       | A        |          |
| Saudi Arabia Masters       | NH       | A        |          |
| English Open               | A        | A        |          |
| British Open               | A        | A        |          |
| Wuhan Open                 | A        | A        | LQ       |
| Northern Ireland Open      | A        | A        |          |
| International Championship | A        | A        |          |
| UK Championship            | A        | A        |          |
| Shoot Out                  | 1R       | A        |          |
| Scottish Open              | A        | A        |          |
| German Masters             | A        | A        |          |
| Welsh Open                 | A        | A        |          |
| World Open                 | A        | A        |          |
| World Grand Prix           | DNQ      | DNQ      |          |
| Players Championship       | DNQ      | DNQ      |          |
| Tour Championship          | DNQ      | DNQ      |          |
| World Championship         | A        | LQ       |          |

1. ↑  Był amatorem.
2. ↑  Nowi gracze w Tourze nie mają rankingu.

| Legenda tabeli wyników              | Legenda tabeli wyników       | Legenda tabeli wyników                     | Legenda tabeli wyników                                                              | Legenda tabeli wyników                     | Legenda tabeli wyników                     |
| ----------------------------------- | ---------------------------- | ------------------------------------------ | ----------------------------------------------------------------------------------- | ------------------------------------------ | ------------------------------------------ |
| LQ                                  | odpadnięcie w kwalifikacjach | #R                                         | odpadnięcie we wczesnej fazie turnieju (WR = runda dzikich kart, RR = faza grupowa) | QF                                         | przegrana w ćwierćfinale                   |
| SF                                  | przegrana w półfinale        | F                                          | przegrana w finale                                                                  | W                                          | zwycięstwo                                 |
| DNQ                                 | nie zakwalifikował/a się     | A                                          | nie brał/a udziału                                                                  | WD                                         | zrezygnował/a w trakcie turnieju           |
| Legenda oznaczeń w tabelach wyników |                              |                                            |                                                                                     |                                            |                                            |
| NH / Nie roz.                       | NH / Nie roz.                | Turniej nie odbył się.                     | Turniej nie odbył się.                                                              | Turniej nie odbył się.                     | Turniej nie odbył się.                     |
| NR / Nie-rank.                      | NR / Nie-rank.               | Turniej nie był zaliczany jako rankingowy. | Turniej nie był zaliczany jako rankingowy.                                          | Turniej nie był zaliczany jako rankingowy. | Turniej nie był zaliczany jako rankingowy. |
| R / Rank.                           | R / Rank.                    | Turniej był zaliczany jako rankingowy.     | Turniej był zaliczany jako rankingowy.                                              | Turniej był zaliczany jako rankingowy.     | Turniej był zaliczany jako rankingowy.     |
| MR / Minor-Rank.                    | MR / Minor-Rank.             | Turniej był zaliczany jako minor ranking.  | Turniej był zaliczany jako minor ranking.                                           | Turniej był zaliczany jako minor ranking.  | Turniej był zaliczany jako minor ranking.  |

## Finały w karierze

### Finały amatorskie: 11 (8-3)
| Rezultat  |    | Rok  | Turniej                         | Przeciwnik     | Wynik |
| --------- | -- | ---- | ------------------------------- | -------------- | ----- |
| Zwycięzca | 1. | 2017 | Irish Under-12 Championship     | Adam Quinn     | 3–0   |
| Finalista | 1. | 2019 | Irish Under-18 Championship     | Aaron Hill     | 0–4   |
| Zwycięzca | 2. | 2021 | Irish Under-18 Championship     | Alex Currid    | 3–2   |
| Zwycięzca | 3. | 2021 | Irish Under-16 Championship     | Aaron Smith    | 3–2   |
| Finalista | 2. | 2021 | Irish Under-21 Championship     | Ross Bulman    | 1–3   |
| Zwycięzca | 4. | 2022 | Irish Under-18 Championship     | Alex Currid    | 3–1   |
| Zwycięzca | 5. | 2022 | Irish Under-21 Championship     | Aaron Goldrick | 3–2   |
| Zwycięzca | 6. | 2022 | Irish Under-16 Championship     | David Farrelly | 3–0   |
| Finalista | 3. | 2022 | European Under-18 Championships | Liam Davies    | 1–4   |
| Zwycięzca | 7. | 2023 | Irish Under-21 Championship     | Sean Walsh     | 3–2   |
| Zwycięzca | 8. | 2025 | WSF Junior Championship         | Kaylan Patel   | 5–0   |